# Katia Ariel
Katia Ariel (Odesa, Ucrania) es una escritora y poetisa australiana de origen ucraniano. Entre 2010 y 2019 fue editora jefe en Five Islands Press, al igual que editora para múltiples editoriales. En 2024, sus memorias The Swift Dark Tide fueron preseleccionadas para el Premio Stella.

## Biografía
A los diez años, Ariel se mudó de Ucrania a Melbourne, Australia. Se graduó en arte y derecho por la Universidad de Monash y obtuvo un posgrado en edición y publicación en la Universidad Real Instituto de Tecnología (en) de Melbourne. Entre 2010 y 2019 fue editora jefe en Five Islands Press, y por al menos quince años ha sido editora para editoriales tales como Dorling Kindersley, Melbourne University Publishing, Wild Dingo Press, Ventura Press, Gazebo Books, Cambridge University Press, Affirm Press, Transit Lounge, Echo Books y Hardie Grant. Trabajando para clientes privados, Katia se ha especializado en la evaluación de manuscritos y la edición estructural, especialmente de memorias, poesía y ficción literaria. También ha sido profesora en la Facultad de Cultura y Comunicación de la Universidad de Melbourne.
En 2022 fue beneficiaria de la Beca de residencia Eleanor Dark en Varuna, y en 2024 de la Residencia artística Bundanon. El mismo año, sus memorias The Swift Dark Tide, donde describe la experiencia de Ariel de enamorarse de otra mujer mientras estaba en un duradero matrimonio heterosexual, fueron preseleccionadas para el Premio Stella. Su segundo libro, Ferryman: The Life and Deathwork of Ephraim Finch, fue publicado enn junio de 2025 a través de Wild Dingo Press.

## Obras
- Ferryman: The Life and Deathwork of Ephraim Finch (2025)[3]
- The Swift Dark Tide (memorias, 2023)[3]